# Rodzinny dom dziecka
Rodzinny dom dziecka  – forma pieczy zastępczej dla osieroconych lub pozbawionych opieki rodzicielskiej dzieci oraz młodzieży do 18. roku życia, która jest zorganizowana w naturalnych rodzinach zastępczych, w przystosowanych domach rodzinnych. W rodzinnym domu dziecka znajduje się od 4 do 8 dzieci osieroconych oraz nieokreślona liczba dzieci biologicznych lub adoptowanych.